# Distretto di Mueang Nakhon Phanom
Il distretto di Mueang Nakhon Phanom (in thailandese: เมืองนครพนม) è un distretto (amphoe) della Thailandia, situato nella provincia di Nakhon Phanom, della quale è il capoluogo.